# تشارلز إليوت نورتون
تشارلز إليوت نورتون (بالإنجليزية: Charles Eliot Norton)‏ (و. 1827 – 1908 م) هو لغوي، ومؤرخ الفن، ومؤرخ، ومترجم، وناقد أدبي، وصحفي أمريكي، ولد في كامبريدج، ماساتشوستس، كان عضوًا في الأكاديمية الأمريكية للفنون والعلوم، توفي في كامبريدج، ماساتشوستس، عن عمر يناهز 81 عاماً.

## التعليم
تعلم في جامعة هارفارد.

## جوائز
حصل على جوائز منها:
- زميل الأكاديمية الأمريكية للفنون والعلوم.

## روابط خارجية
- تشارلز إليوت نورتون على موقع الموسوعة البريطانية (الإنجليزية)
- تشارلز إليوت نورتون على موقع إن إن دي بي (الإنجليزية)